# Fiat 509
Fiat 509 – samochód produkowany przez włoski koncern motoryzacyjny Fiat w latach 1924–1929 jako następca modelu 501. Sprzedano około 90 tys. sztuk pojazdu. W roku 1926 samochód ulepszono do wersji 509A. 

## Silniki
Fiat 509 wyposażony był w czterocylindrowy w układzie OHC o pojemności 990 centymetrów sześciennych. 
| Model  | Lata    | Silnik  | Pojemność | Moc   | Układ zasilania   |
| ------ | ------- | ------- | --------- | ----- | ----------------- |
| 509    | 1924-29 | R4 SOHC | 990 cm³   | 22 hp | pojedynczy gaźnik |
| 509 S  | 1925-29 | R4 SOHC | 990 cm³   | 27 hp | pojedynczy gaźnik |
| 509 SM | 1925-29 | R4 SOHC | 990 cm³   | 30 hp | pojedynczy gaźnik |

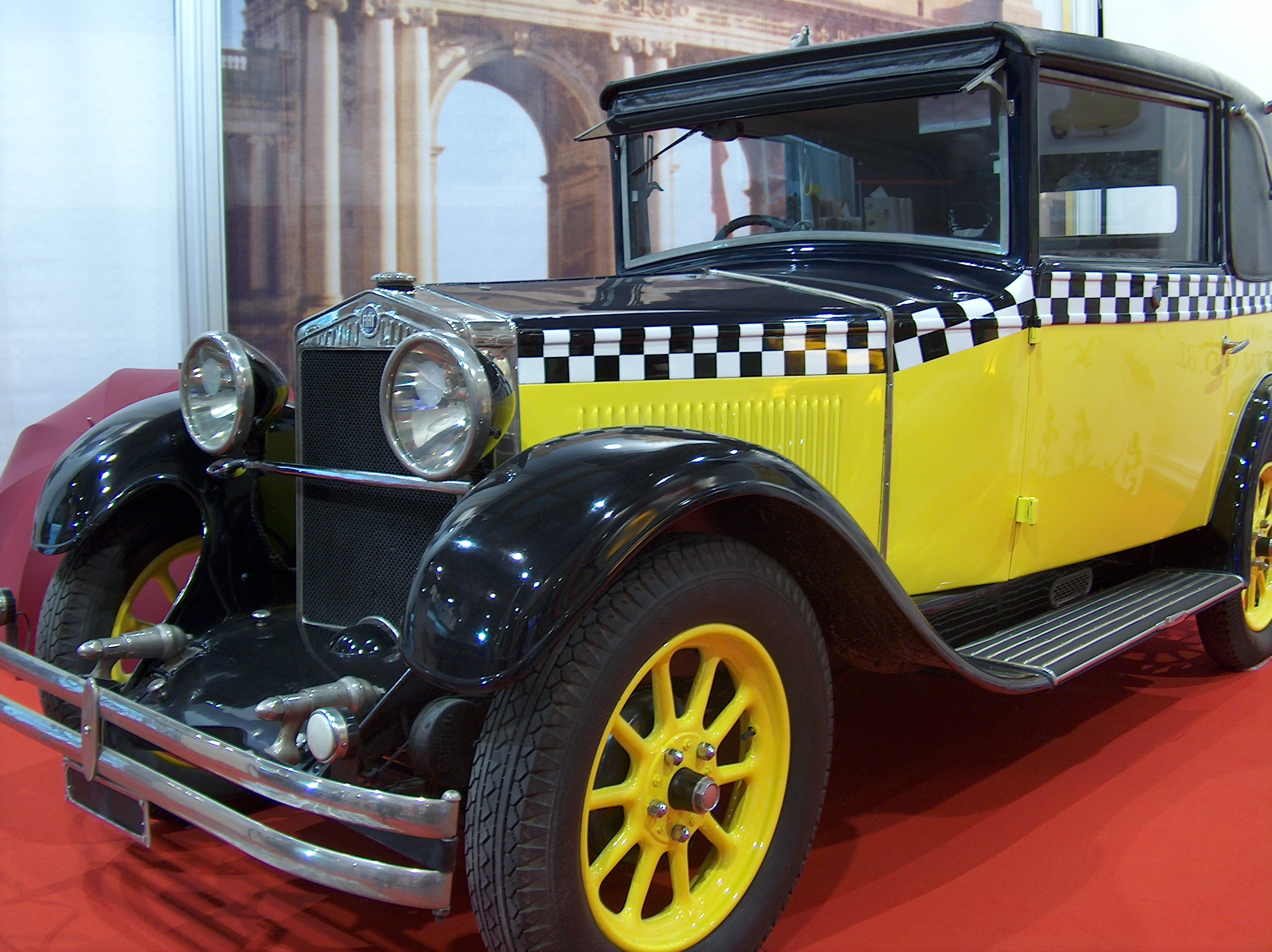
Fiat 509
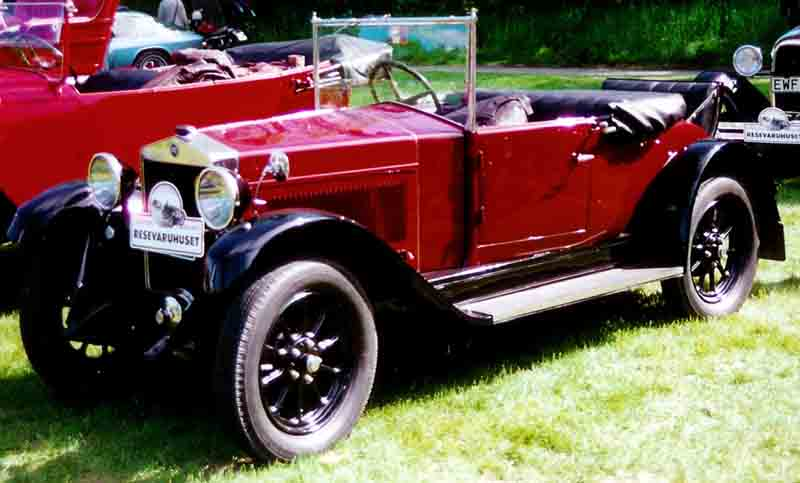
Fiat 509 Spider
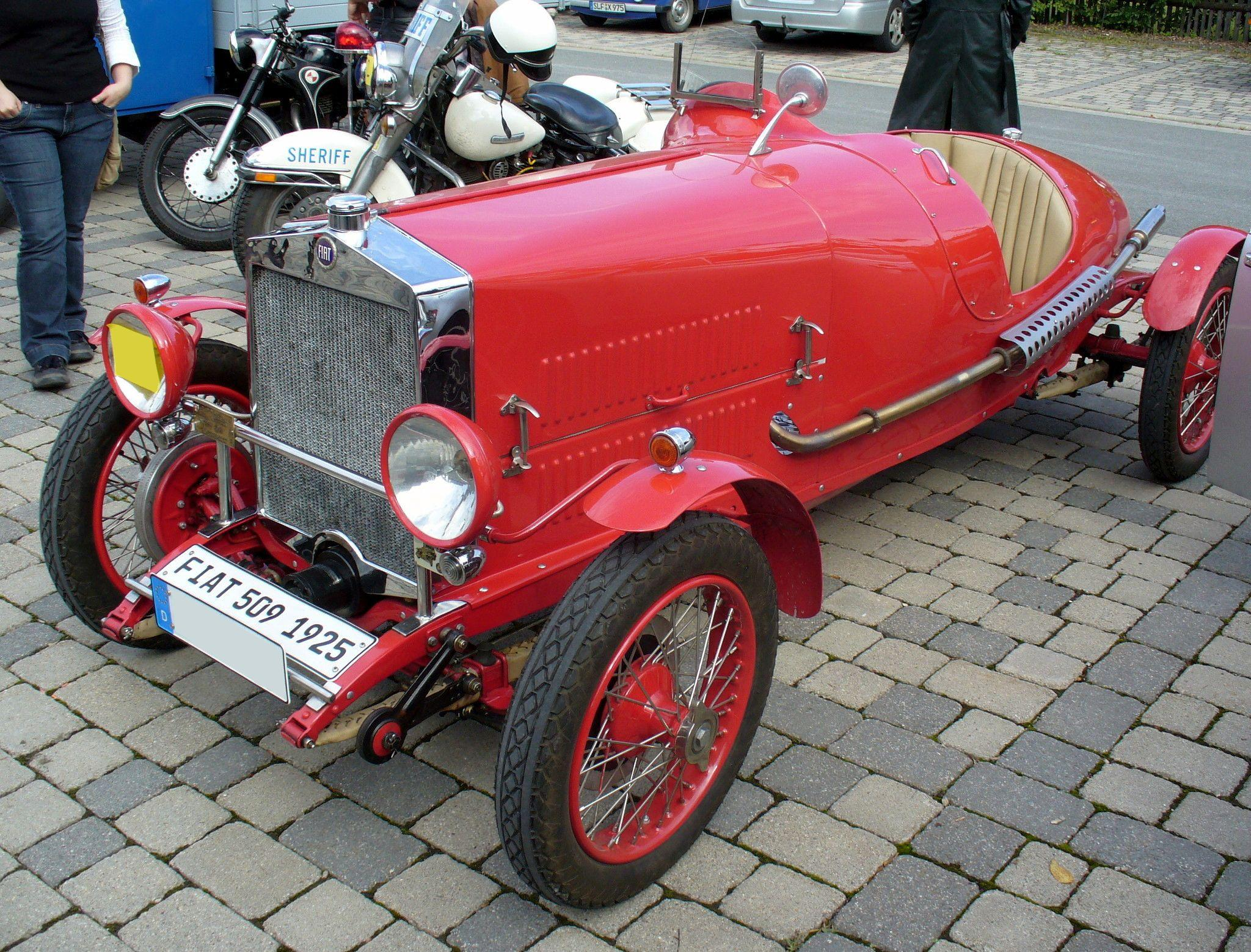
Fiat 509 SM 1925
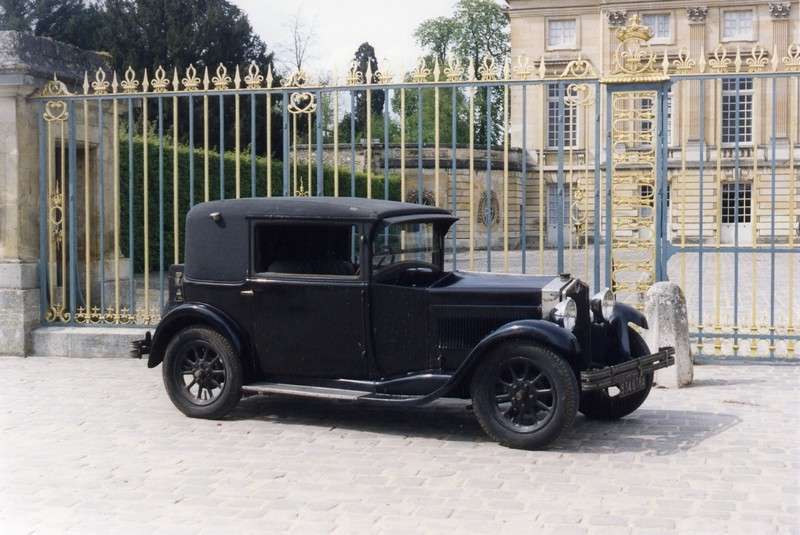
Fiat 509 Coupé Royal 1929 Pourtout